# Héléna Erbenová
Héléna Erbenová née Balatková à Jablonec nad Nisou le 6 février 1979 est une triathlète et skieuse de fond tchèque. Elle est championne du monde de triathlon d'hiver (2013) et de cross triathlon (2012 et 2013).

## Biographie
Héléna Erbenová est la fille de la fondeuse Helena Šikolová et la belle-sœur du fondeur Lukáš Bauer.
Elle  participe à des compétitions de ski de fond depuis 1997. Elle finit 5e dans le relais quatre fois cinq kilomètres de ski de fond des championnats du monde en 2007 à Sapporo. Elle termine 29e sur l'épreuve du 7,5 km double poursuite, lors des Jeux olympiques d'hiver de 2006 à Turin. Elle totalise neuf victoires sur des compétitions organisées par la Fédération internationale de ski.
Héléna Erbenová commence le triathlon en 2011 en prenant part au championnat du monde de Xterra Triathlon et prend la 3e place. L'année suivante, en 2012 elle remporte les championnats d'Europe et les championnats du monde de triathlon d'hiver, elle conserve son titre mondial en 2013. Cette même année elle remporte les championnats du monde de cross triathlon, elle ne prend que la 3e place lors de l'édition 2014.

## Palmarès

### Ski de fond

#### Jeux olympiques d'hiver
| Épreuve / Édition      | Sprint | Sprint                           | 15 km puis 10 km                 | 15 km puis 10 km                 | Poursuite 2 × 7,5 km | 30 km | Relais | Relais   |
| Épreuve / Édition      | libre  | classique                        | libre                            | classique                        | Poursuite 2 × 7,5 km | 30 km | Sprint | 4 × 5 km |
| JO 2002 Salt Lake City | 42e    | Épreuve inexistante à cette date | 42e                              | Épreuve inexistante à cette date | 41e                  | —     | —      | 4e       |
| JO 2006 Turin          | —      | Épreuve inexistante à cette date | Épreuve inexistante à cette date | —                                | 29e                  | 39e   | 12e    | 6e       |

Légende :
- : pas d'épreuve
- — : Non disputée par Erbenová

#### Coupe du monde
- Meilleur classement général : 63e en 2007.
- 1 podium en relais.
- Meilleur résultat individuel : 13e.

### Swimrun
| Année | Compétition | Pays  | Équipier      | Position      | Temps           |
| ----- | ----------- | ----- | ------------- | ------------- | --------------- |
| 2018  | Ö till ö    | Suède | Martin Flinta | Médaille d'or | 8 h 16 min 15 s |

### Triathlon
Le tableau présente les résultats les plus significatifs (podium) obtenus sur le circuit international de triathlon depuis 2011,.
| Année | Compétition                               | Pays             | Position           | Temps           |
| ----- | ----------------------------------------- | ---------------- | ------------------ | --------------- |
| 2019  | Championnat du monde Xterra - Maui        | États-Unis       | Médaille de bronze | 3 h 4 min 38 s  |
| 2019  | Xterra Italie                             | Italie           | Médaille d'or      | Timing          |
| 2017  | Championnat d'Europe de triathlon d'hiver | Estonie          | Médaille d'or      | 1 h 24 min 53 s |
| 2017  | Xterra Italie                             | Italie           | Médaille d'or      | Timing          |
| 2015  | Xterra Europe Tour                        | Union européenne | Médaille d'or      | Timing          |
| 2015  | Xterra Italie                             | Italie           | Médaille d'or      | Timing          |
| 2014  | Championnat du monde de triathlon cross   | Allemagne        | Médaille de bronze | 3 h 2 min 32 s  |
| 2014  | Championnat d'Europe de triathlon cross   | Italie           | Médaille de bronze | 2 h 39 min 45 s |
| 2014  | Xterra Italie                             | Italie           | Médaille d'or      | 3 h 18 min 38 s |
| 2013  | Championnat du monde de triathlon cross   | Pays-Bas         | Médaille d'or      | 2 h 22 min 11 s |
| 2013  | Championnat du monde de triathlon d'hiver | Italie           | Médaille d'or      | 1 h 20 min 10 s |
| 2013  | Championnat d'Europe de triathlon cross   | Autriche         | Médaille de bronze | 1 h 46 min 6 s  |
| 2013  | Championnat d'Europe de triathlon d'hiver | Estonie          | Médaille d'argent  | 1 h 42 min 2 s  |
| 2013  | Xterra Italie                             | Italie           | Médaille d'or      | Timing          |
| 2013  | Xterra France                             | France           | Médaille d'or      | 3 h 36 min 53 s |
| 2013  | Xterra Europe Tour                        | Union européenne | Médaille d'or      |                 |
| 2012  | Championnat d'Europe de triathlon cross   | Pays-Bas         | Médaille d'or      | 2 h 9 min 51 s  |
| 2012  | Championnat du monde de triathlon d'hiver | Finlande         | Médaille d'or      | 1 h 31 min 51 s |
| 2012  | Championnat d'Europe de triathlon d'hiver | Italie           | Médaille d'or      | 1 h 37 min 55 s |
| 2012  | Xterra Europe Tour                        | Union européenne | Médaille d'or      |                 |
| 2012  | Xterra Allemagne                          | Allemagne        | Médaille d'or      | Timing          |
| 2012  | Xterra France                             | France           | Médaille d'or      | 3 h 50 min 2 s  |
| 2011  | Championnat du monde Xterra - Maui        | États-Unis       | Médaille de bronze | 2 h 51 min 51 s |